# 大叶章
大叶章（学名：Deyeuxia purpurea）也称苫房草、小叶章，为禾本科野青茅属下的一个种。